# Bisdom Picos
Het bisdom Picos (Latijn: Dioecesis Picuensis) is een rooms-katholiek bisdom met als zetel Picos, in Brazilië. Het bisdom is suffragaan aan het aartsbisdom Teresina.

## Geschiedenis
Het bisdom werd opgericht op 28 oktober 1974, uit delen van het bisdom Oeiras. 

## Parochies
Het bisdom had in 2021 een oppervlakte van 23.121 km2 en telde 414.155 inwoners waarvan 87,4% rooms-katholiek was.

## Bisschoppen
- Augusto Alves da Rocha (23 mei 1975 - 24 oktober 2001)
- Plínio José Luz da Silva (26 november 2003 - heden)

Teresina (aartsbisdom) · Bom Jesus do Gurguéia · Campo Maior · Floriano · Oeiras · Parnaíba · Picos · São Raimundo Nonato